# Jacksonia alata
Jacksonia alata är en ärtväxtart som beskrevs av George Bentham. Jacksonia alata ingår i släktet Jacksonia och familjen ärtväxter. Inga underarter finns listade i Catalogue of Life.